# Sissi – De woelige jaren
Sissi – De woelige jaren (Sissi – Schicksalsjahre einer Kaiserin) is een Oostenrijkse speelfilm uit 1957, onder regie van Ernst Marischka, die ook het script schreef. De film is het derde, en daarmee laatste, deel van een trilogie over het leven van de Oostenrijkse keizerin Elisabeth. De drie films behoren tot de commerciële hoogtepunten van de Duitstalige filmgeschiedenis.

## Verhaal
Sissi bevindt zich in Gödöllő (Hongarije), waar ze zich kan onttrekken aan het strenge Oostenrijks-Habsburgse hofceremonieel en aan de gespannen relatie met haar schoonmoeder, aartshertogin Sophie. Als ze bemerkt dat de toenaderingspogingen van de Hongaarse nationalistenleider graaf Gyula Andrássy duiden op serieuze verliefdheid, keert ze terug naar Wenen. Onderweg treft ze bij een pleisterplaats haar man, die juist op weg was om haar uit Hongarije op te halen. Het paar besluit een paar dagen in Bad Ischl door te brengen. Tijdens een wedstrijdje bloemenplukken stort Sissi ter aarde, klagend over pijnsteken in de borst. Onmiddellijk vertrekken Sissi en haar man naar Wenen. Daar stelt de hofarts vast dat ze lijdt aan tuberculose. Haar wordt aangeraden naar warmere oorden te gaan. Sissi vertrekt daarop eerst naar Madeira om later door te reizen naar Korfoe. Hier geneest ze, mede dankzij de goede zorgen van haar moeder, hertogin Ludovika. Dat komt goed van pas, want de Dubbelmonarchie wordt andermaal bedreigd door nationalistische tendenzen, dit keer in het noorden van Italië. Keizer Frans Jozef heeft wederom (de charmes van) zijn vrouw nodig om zijn positie te redden. In Milaan woont het keizerlijk paar vervolgens een galaconcert bij in de Scala. Adellijk Milaan heeft evenwel besloten niet zelf naar de voorstelling te gaan, maar zijn huispersoneel af te vaardigen. Voor aanvang van het concert zingen de bedienden demonstratief het Slavenkoor uit de opera Nabucco van Giuseppe Verdi, destijds al het lijflied van de Italiaanse nationalisten. Als de keizer en keizerin na het concert aan hen worden voorgesteld, vertrekken ze geen spier en de Italianen schamen zich een beetje. Aan het einde van de film varen Sissi en Franz Joseph op een boot over de Lagune van Venetië. Wanneer zij uitstappen zwijgen alle Italianen uit protest. Maar wanneer Sissi, op het San Marcoplein, toesnelt op haar dochtertje, dat zij aan het einde van de rode loper ontwaart, breekt het Italiaanse verzet en schreeuwt men als uit één keel: "Viva la mama!".

## Feit en fictie
In deze film blijkt andermaal dat de makers wel dicht bij de historische werkelijkheid hebben willen blijven, maar dat ze hier en daar zaken letterlijk verdicht hebben. Zo zien we in dit deel van de trilogie dat Sissi's broer Lodewijk op Possenhofen aankomt om zijn vrouw, de joodse actrice, Henriëtte Mendel en zijn dochtertje Marie Louise aan zijn ouders voor te stellen. In werkelijkheid is Sissi zelf dan al lang bevallen van een tweede (Gisela) en een derde (Rudolf) kind. In de filmcyclus zien we daar niets van. 
In werkelijkheid was Sissi's eerstgeboren dochtertje Sophie bovendien al lang overleden rond deze tijd. Ook daarover geen berichten in deze film. De verzoening met Hongarije, en de kroning van Frans Jozef en Elisabeth tot koning en koningin van dat land, vond in werkelijkheid veel later plaats dan in de film wordt gesuggereerd.

## Rolverdeling
| Acteur              | Personage                  |
| ------------------- | -------------------------- |
| Romy Schneider      | Keizerin Sissi             |
| Karlheinz Böhm      | Franz Joseph               |
| Vilma Degischer     | Aartshertogin Sophie       |
| Magda Schneider     | Prinses Ludovika           |
| Gustav Knuth        | Hertog Max                 |
| Erich Nikowitz      | Aartshertog Franz Karl     |
| Uta Franz           | Prinses Helene             |
| Josef Meinrad       | Kolonel Böckl              |
| Walther Reyer       | Graaf Andrássy             |
| Peter Neusser       | Graaf Batthyány            |
| Senta Wengraf       | Gravin Bellegarde          |
| Hans Ziegler        | Dr. Seeburger, hofarts     |
| Sonia Sorel         | Henriëtte Mendel           |
| Klaus Knuth         | Prins Ludwig               |
| Albert Rueprecht    | Aartshertog Ferdinand Max  |
| Walter Regelsberger | Graaf Windisch-Graetz      |
| Karl Fochler        | Graaf Grünne               |
| Franca Parisi       | Helena                     |
| Egon von Jordan     | Carlo                      |
| Johannes Ferigo     | Graaf Czaky                |
| Ida Gabor           | Margit                     |
| Helene Lauterböck   | Gravin Esterhazy           |
| ?                   | Prinses Sophie (onvermeld) |

## Trilogie
1. Sissi
2. Sissi – De jonge keizerin
3. Sissi – De woelige jaren